# Славоросов, Аркадий Алексеевич
Арка́дий Алексе́евич Славоро́сов (3 ноября 1957, Люберцы, Московская область — 29 июня 2005, Москва) — советский и российский прозаик, поэт, эссеист, сценарист и автор текстов многих популярных песен. Псевдонимы: Гуру, Аркадий Богданов, Аркадий С., А. С., Крошка Ру.

## Биография
Аркадий Алексеевич Славоросов родился в семье горного инженера и редактора Алексея Славоросова. Дед его — один из плеяды первых русских авиаторов Харитон Славороссов. Прадед — общественный деятель и врач Александр Грацианов. Мать, Марианна Евгеньевна Славоросова, была актрисой и педагогом.
Сестра, Евгения Славороссова, свидетельствует: 

«Своё писательское призвание Аркадий ощутил ещё в раннем детстве. Лет с шести начал писать рассказы печатными буквами. Мы вместе с братом выпускали домашние рукописные журналы „Кентавр“, „Горизонт“, „Факел разума“, „No sun, no moon“ (на английском языке) и другие». … В десять лет тайком ото всех он послал фантастический рассказ во взрослый журнал «Искатель» . Литературный консультант прислал ему длинное письмо, где на полном серьёзе разбирал его произведение, не подозревая, что автор его школьник.— Евгения Славороссова «Нет дороже брата».
.
Учился в средней школе № 9 г. Люберцы. Там же учились певец Александр Барыкин (1952—2011), композитор Олег Молчанов, певец и композитор Виктор Дзансолов. Уже в школе Славоросов писал стихи для песен своих друзей.

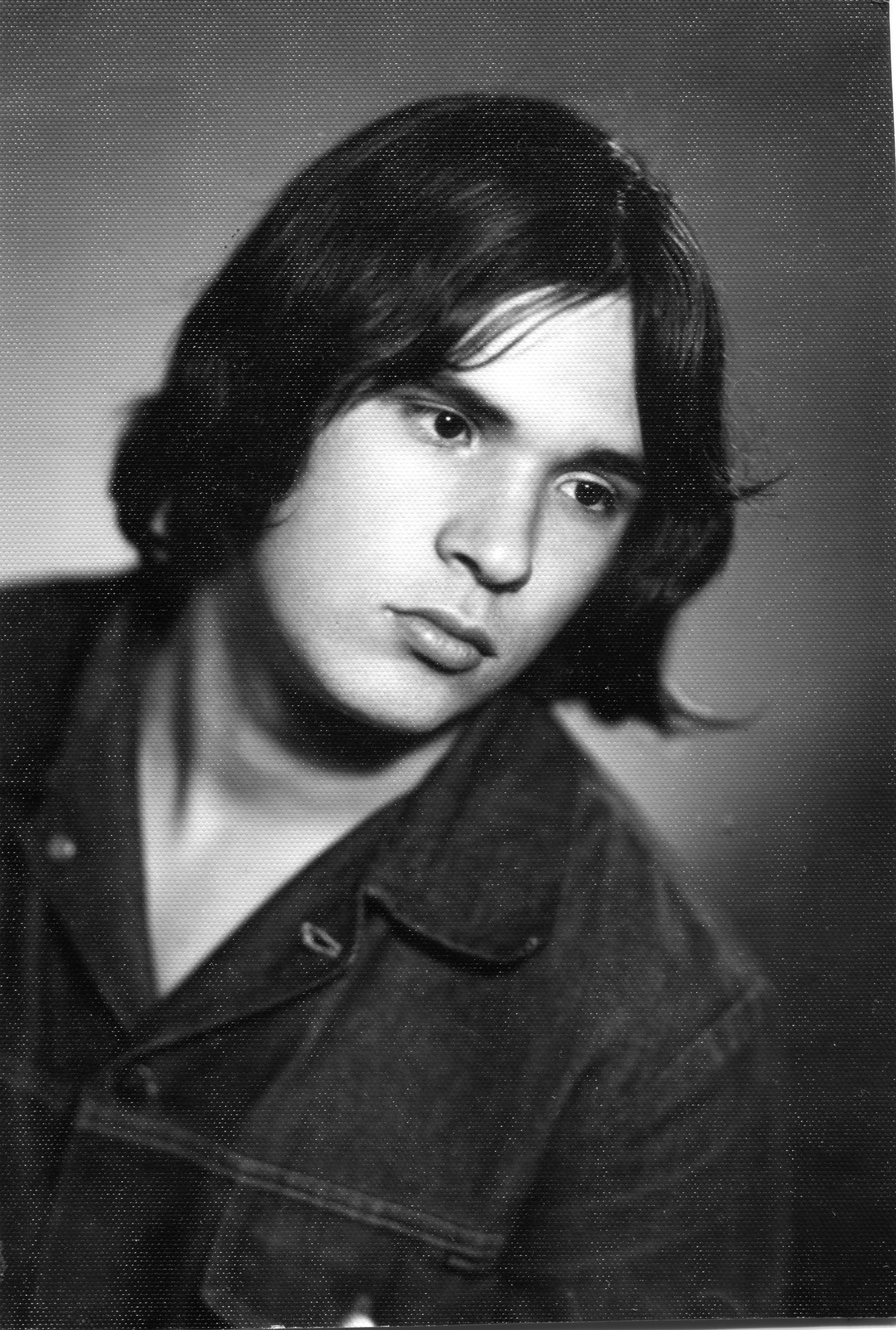
Аркадий Славоросов. 1975 год.

Потом перешёл в вечернюю школу и после её окончания поступил в Литературный институт им. Горького на отделение прозы. При поступлении представил на творческий конкурс повесть «День» (1976), получившую высокую оценку Михаила Павловича Ерёмина. Институт не закончил.
Учился вместе с певицей Умкой — Анной Герасимовой. Придумал ей сценический псевдоним.
Аркадий Славоросов писал философскую и психологическую прозу. Создал циклы рассказов, повести «День», «Аттракционы», «Посетители», романы «Рок-н-ролл» и «Ангелы Лимба», сценарии «Любовь-7», «Мираж», «Дом поэта La maison», закадровый текст к сценарию «Долина» и другие, эссе, книгу стихов. Снимался в фильме «Прохожий» Саши Кузнецова.
В юности Славоросова привлекла эстетика движения «детей-цветов» хиппи, увлекли странствия по стране в поисках жизненного опыта для писательства. Он стал одним из самых ярких представителей культуры андеграунда.
Его друзьями были художник-авангардист Сергей Шутов, поэт, переводчик, историк Андрей Полонский, режиссёр и сценарист Саша Кузнецов, режиссёр Николай Данелия, переводчики Томас Чепайтис и Мария Чепайтите. Аркадий создал творческую группу «Дети подземелья».

Мы жили среди «персонажей наших будущих воспоминаний», по выражению Дуни Смирновой: Шутов сделал сценографию легендарного фильма «АССА». Аркадий Славоросов, Шутов и Умка — творческая группа «Дети подземелья» (манифест «Ситуация ТАВ»,«Твёрдый знакъ», № 3), Театр Бориса Юхананова с Никитой Михайловским и Чорбой, Свободная Академия с Татьяной Щербиной, Дмитрием Волчеком и Камилем Чалаевым, Группа художников «Чемпионы Мира» во главе с Костей Звездочётовым, Фильмы Сашикузнецова «Эпиграф» (оператор-постановщик Мария Соловьёва) с Борисом Матросовым («Чемпионы Мира») в главной и единственной роли, «Мираж — Прохожий» (оператор Алишер Хамидходжаев) с Александром Кузнецовым, Андреем Полонским, Аркадием Славоросовым, Гаго Асланяном и Катрин Ровет (Франция), а также студия «Арьергард».— Александр Кузнецов. «Про Игоря Алейникова»
Стихи Аркадия Славоросова печатались в журнале «Юность», газете «Ночное рандеву», журнале «Твёрдый знак». Там же напечатаны его повесть «Аттракционы» и роман «Рок-н-ролл».
В компьютерном журнале «Видение» был опубликован сценарий «Любовь-7».
Аркадий Славоросов написал сценарий и закадровый текст для фильма «Мираж» (1992), снятого режиссёром Александром (Сашей) Кузнецовым.
Сценарий Аркадия Славоросова «Дом поэта La maison» по мотивам рассказа Хулио Кортасара (использован текст романа «Рок-н-ролл»), при участии Саши Кузнецова был утверждён в студии «Дебют» киностудии «Мосфильм» её художественным руководителем Юрием Арабовым (1996).

Аркадий Славоросов (Гуру) сыграл потом большую роль в моей судьбе (позже, позже!). А Гурой его звал я позже, запанибратившись после работы над фильмами, а ребята с Гоголей, Гоголевского бульвара и кафе «Вавилон», где собирались хиппи, читая его «Канон» — они и стали его называть Гуру. — Саша Валера Кузнецов "Трудовая книжка. докроман", 2009
Рассказ «Это Актёр» опубликован в минском журнале «Кстати».
В газете «Есть выход» печатались его аналитические статьи о движении хиппи, о поэте-инвалиде Андрее Голове.
В 2005 г. вышла книга стихов «Опиум».
После смерти стихи его были опубликованы в газетах Московская правда и «Сударушка» с предисловием Сергея Соседова, в альманахе «Истоки», в сборнике «Есенинский родник», журналах «Детская школьная Академия» и Новая Юность.
Повесть «Аттракционы» вошла в электронную «Библиотеку Контркультуры» в 2014 году.
Стихи и рассказ «Девушки из ИСИСа» были опубликованы в альманахе «Истоки» № 10 в 2018 году.
Рассказ «Маски театра Но» был опубликован в альманахе «Истоки» № 11 в 2019 году.
Рассказ «Незаконченная эпиталама в сольном исполнении» был опубликован в альманахе «Истоки» № 12 в 2020 году.
Рассказ «Жестокий романс» был опубликован в альманахе «Истоки» № 13 в 2021 году.
Рассказ «Лары» был опубликован в альманахе «Истоки» № 14 в 2022 году.
Рассказ "В направлении рая" был опубликован в альманахе "Истоки" №15 в 2023 году.
Рассказ "Агнцы огня" был опубликован в альманахе "Истоки" №16 в 2024 году.
Остались неопубликованными: роман «Ангелы Лимба», повести «День» и «Посетители», рассказы «Древоточцы и другие живые создания», «Центр», «Сапфо и подруги», стихи. Несколько рассказов, эссе, в частности о поэтах (Евгении Винокурове, Белле Ахмадулиной, Алексее Королёве), и неизвестное количество стихов утеряны.
Аркадий Славоросов написал стихи для песен многим «звёздам» российской эстрады, в числе которых Александр Барыкин, Алла Пугачева, Кристина Орбакайте, Филипп Киркоров, Валерия, Татьяна Буланова, Наталья Гулькина, Алёна Апина, Наталья Ветлицкая, Ирина Салтыкова, Органическая Леди, Азиза, Юта и многие другие. Он тесно сотрудничал с композитором Олегом Молчановым.
Также сотрудничал с композитором и певцом Виктором Дзансоловым, композиторами Александром Шульгиным, Гагиком Асланяном, Игорем Булановым и др. Был лауреатом Песни года 1996 г. (песня «Ясный мой свет») и 1997 г. (песня «Всё или ничего»).
Его перу принадлежат тексты известных хитов для Аллы Пугачевой — «Я пою», «Счастье» (Дискография Аллы Пугачёвой), Татьяны Булановой — «Мой ненаглядный», «Ясный мой свет», «Милая мама моя», Алены Апиной «Электричка», Александра Барыкина «Джамайка», «У ворот», Валерии — «Обычные дела», «Москва слезам не верит», Ирины Салтыковой — «Серые глаза», Филиппа Киркорова «Валентинов день», Кристины Орбакайте — «Всё, что им нужно — любовь», «Пароходик», Азизы «Всё или ничего», Ларисы Черниковой «Тайные желания», Марины Девятовой «Реченька-речушка», Юты «Авария», Виктора Дзансолова «Китеж-град» и многие др. Автор-исполнитель Евгений Данилов написал песню «Джуди» на стихи Аркадия Славоросова. Всего на его стихи написано около 200 песен. Написал либретто для мюзикла «Я», поставленного А. Шульгиным.
Скончался 29 июня 2005 года от лимфосаркомы. Похоронен на Перепечинском кладбище.

## Семья
Дети — Мария (1995 г.р.), Фёдор (1998 г.р.), Никифор (2002 г.р.)

## Оценки
Он никого и ничему не учил. Просто чувствовалось, что знал Истину. Причем лично, и с неожиданной стороны… В его взаимоотношениях с выпавшим ему временем — последней четвертью русского XX века — существовало какое-то удивительное понимание. Он никогда не хотел от эпохи большего, чем она могла бы ему дать, и взамен она одаривала его тем, что ему действительно было нужно — друзьями, возлюбленными, метафизическими и реальными приключениями… Порою мне кажется, что работал Аркадий Славоросов только в одном жанре — в жанре Путеводителя. По тем дорогам, пройти которые невозможно. Нет, разумеется возможно, но лишь в том случае, если ты ни на секунду не прекратишь танцевать рок-н-ролл…— Андрей Полонский «Весь этот рок-н-ролл». Памяти Аркадия Славоросова

Хиппи — это, как мы называли, колокольчики и бубенчики. Я, например, дружил и считал своим учителем в поэзии Аркадия Славоросова, который был известен в те годы как «гуру» в московской среде. Назвать гуру хиппи я бы не мог, например. Это один из лучших русских поэтов, на мой взгляд, вообще, 80-х и начала 90-х годов.
— Максим Шевченко, интервью «Русской службе новостей»

Аркадий Славоросов поэт Вечности. В его стихах переплетаются Любовь и Грех, Рай и Ад, Жизнь и Смерть. И над всем этим царит вязкий флер одиночества и обреченности. Почему? Откуда?— Сергей Соседов «…И я умру от поцелуя»

- Мне очень повезло. Я нашел своего поэта... Уже 10 лет мы работаем вместе, он мой земляк, он из Люберец, его зовут Аркадий Славоросов. Это очень талантливый человек. Аркадий был одним из лидеров московских хиппи, его даже зовут гуру, то есть учитель, излучающий свет. ... Аркаша пишет и прозу, и романы. Я благодарен судьбе за то, что я работаю с ним.— Олег Молчанов. «Я люблю красивых девушек»

## Фильмография
- «Мираж» (1992), сценарий Саша Кузнецов, Аркадий Славоросов, режиссёр Саша Кузнецов, оператор Алишер Хамидходжаев[34][35].
- «Прохожий» (1994), режиссёр Саша Кузнецов, оператор Алишер Хамидходжаев. Участвуют Аркадий Славоросов, Андрей Полонский, Катрин Ровет. Песня «Дай мне, доллар, толстый брат!» на стихи Аркадия Славоросова[5][6].

## Память
- Славороссова, Е. А. Стихи. — В: «Мир без тебя так безнадёжно пуст...» (Памяти брата) / «Истоки». Выпуск 7-8 // Альманах. — М. : РИФ «Истоки-плюс», 2014. — 462 с. — ISBN 978-5-8420-0032-6. — С. 289[36].
- Славороссова Е. А.Памяти брата. Стихи.
- Андрей Полонский. «ВЕСЬ ЭТОТ РОК-Н-РОЛЛ…» Памяти Аркадия Славоросова[30].
- Органическая Леди «Мантра» Памяти Аркадия Славоросова[37]
- Памяти Александра Барыкина и Аркадия Славоросова «68»